# Степановка Первая (Запорожская область)
Степа́новка Пе́рвая (укр. Степанівка Перша) — село в Мелитопольском районе Запорожской области Украины.

## Географическое положение
Село Степановка Первая находится на берегу Азовского моря, на расстоянии 7 километров на восток от Молочного лимана, 4 километра на юго-запад от села Мироновка, 6 километров на юго-восток от села Александровка.
Расстояние от административных центров: 37 километров на юго-восток от Мелитополя — центра Мелитопольского района, 143 километра на юго-восток от Запорожья — центра Запорожской области.

## Население
|         | 1864 | 1886 | 1970 | 2001 |
| ------- | ---- | ---- | ---- | ---- |
| Дворов  | 57   | 187  |      |      |
| Человек | 508  | 1117 | 1894 | 1227 |

## История
Село Степановка Первая основано в 1862 году на месте ногайского поселения Янцегур малороссийскими государственными крестьянами из Киевской, Полтавской, Харьковской и Черниговской губерний Российской империи.
Старые названия — Степановка, Янцегур (Янцогур, Янсугур, Джансогур, Инцыгур).
8 февраля 1883 года освящен каменный молитвенный дом в честь Успения Божией Матери.
В 1886 году имелось две лавки и рыбный завод, жители занимались хлебопашеством и рыболовством.
В 1941—1943 годах во время Великой Отечественной войны село находилось под оккупацией нацистской Германией. 21 сентября 1943 года освобождено советскими войсками.
В 1963—1968 годах построено 135 жилых домов.
В 1970 году в селе располагался колхоз «Большевик», занимавшийся выращиванием зерновых культур, мясомолочным животноводством, садоводством и виноградарством.
В 2020 году в результате ликвидации Приазовского района, село вошло в состав Мелитопольского района.

## Герб и флаг
Щит скошен вдоль. На первой золотой части красное солнце. На второй и третьей зелёных золотые колоски в столб. На четвёртой синей серебряная рыба. Щит обрамлён декоративным картушем и увенчан золотой деревенской короной.

## Объекты социальной сферы
- Детский сад
- Школа
- Дом культуры
- Фельдшерско-акушерский пункт

## Достопримечательности
- Братская могила советских воинов, погибших в Великой Отечественной войне[3]

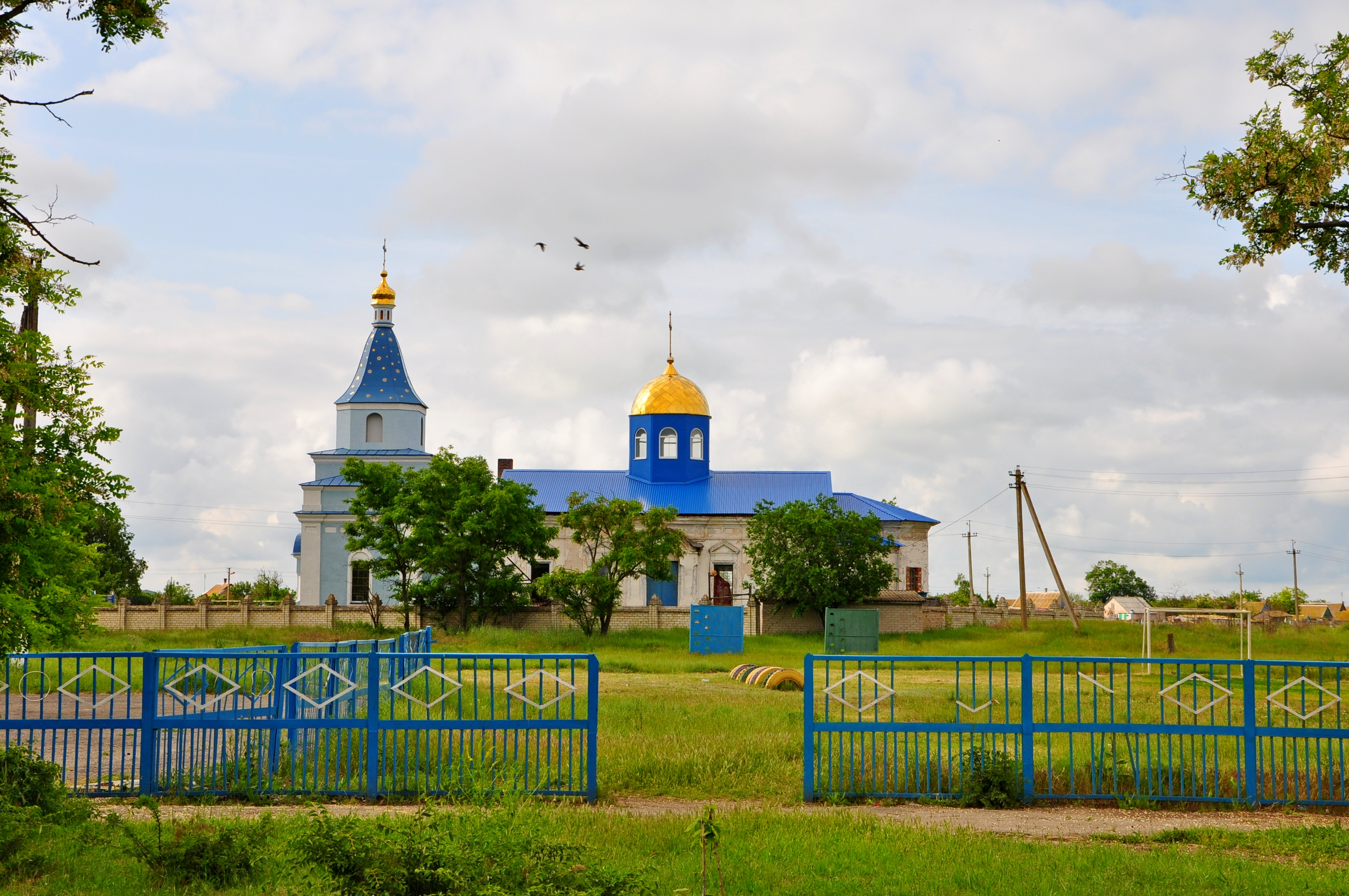

- Свято-Успенская церковь

## Экономика
- Агрофирма ООО «Степановка»
- ГО «Степановская Первая Общественная Организация Украины»

## Известные уроженцы
- Антоненко, Григорий Николаевич (1927—2017) — советский и украинский актёр театра и кино, Народный артист Украины[источник не указан 341 день]
- Галь, Иван Михайлович — советский учёный[3]
- Мищенко, Дмитрий Алексеевич (1921—2016) — советский и украинский писатель. Лауреат Шевченковской премии[3]

## Галерея

Побережье Азовского моря рядом со Степановкой Первой
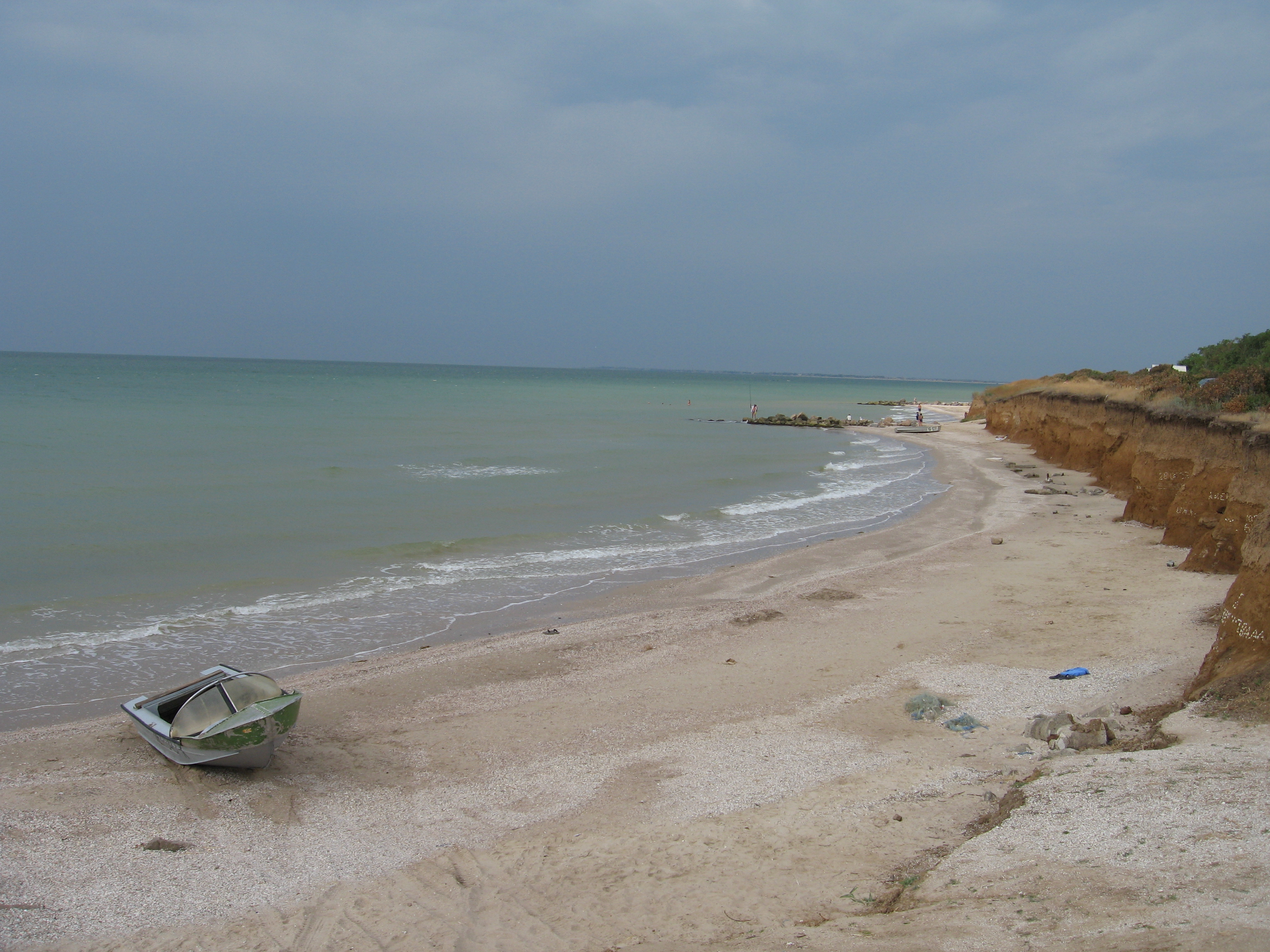
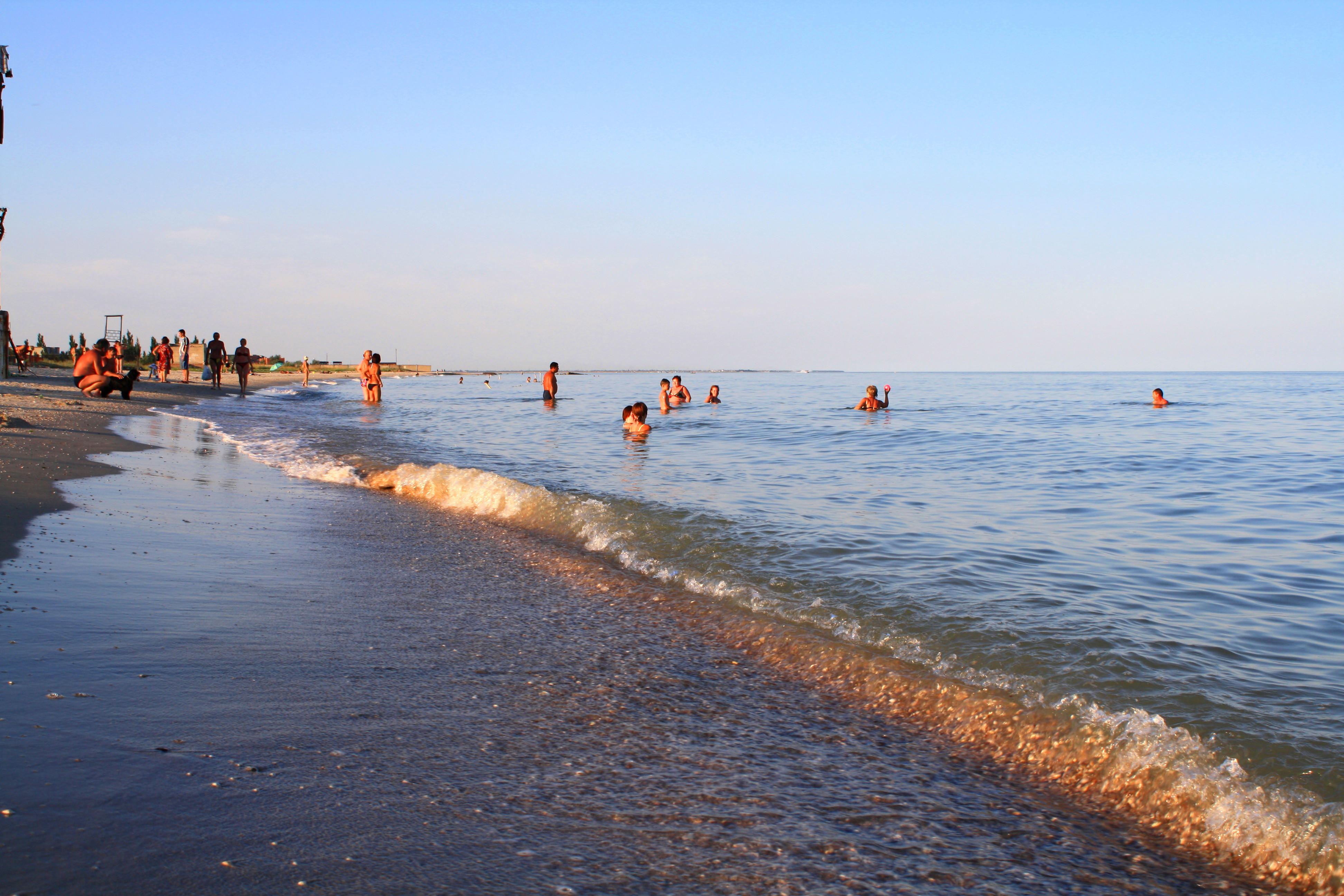
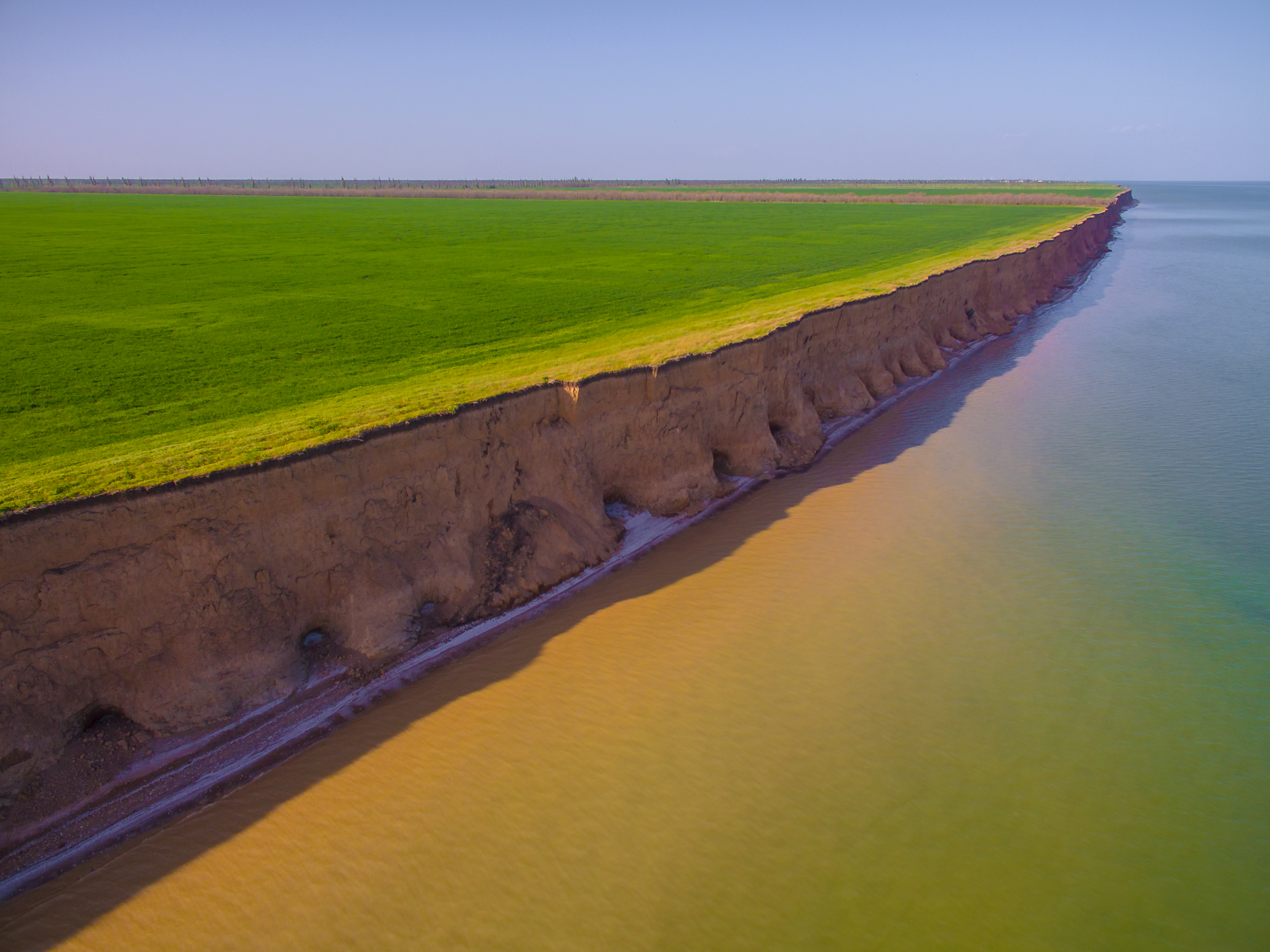
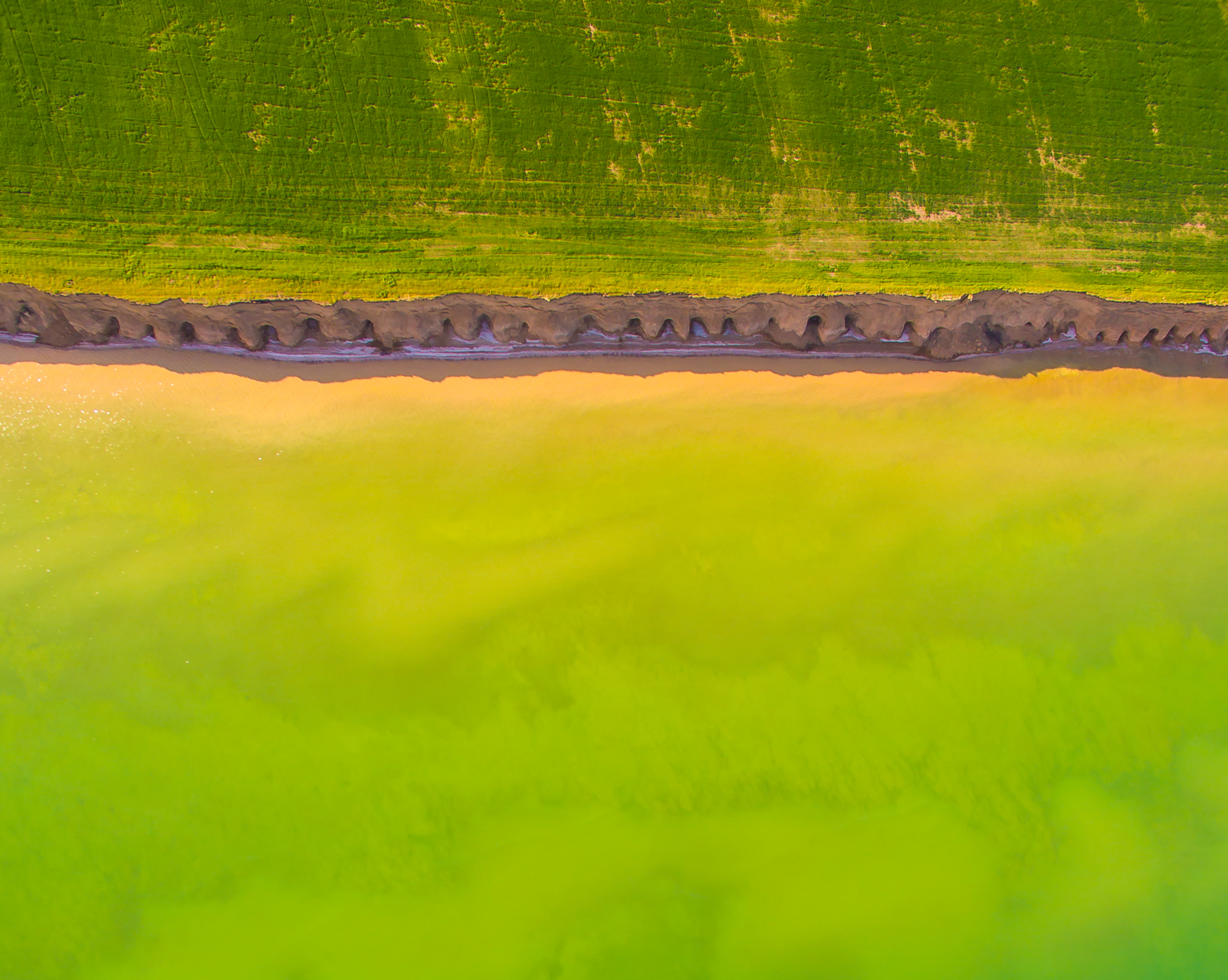
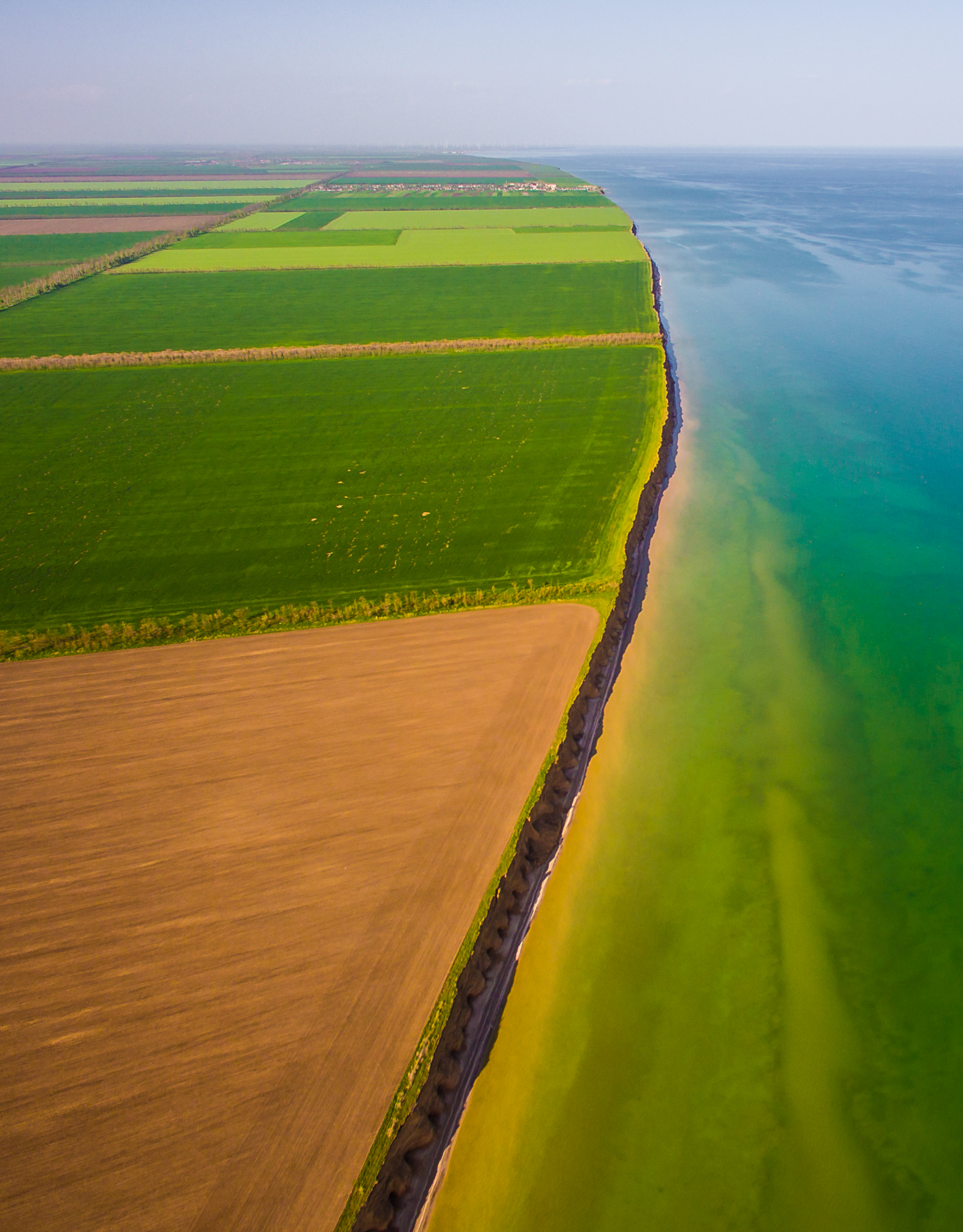